# Scania strigigrapha
Scania strigigrapha là một loài bướm đêm thuộc họ Noctuidae. Nó được tìm thấy ở Coquimbo và vùng Araucanías của Chile.
Sải cánh dài khoảng 36 mm. Con trưởng thành bay vào tháng 3.